# Opadavé dřeviny

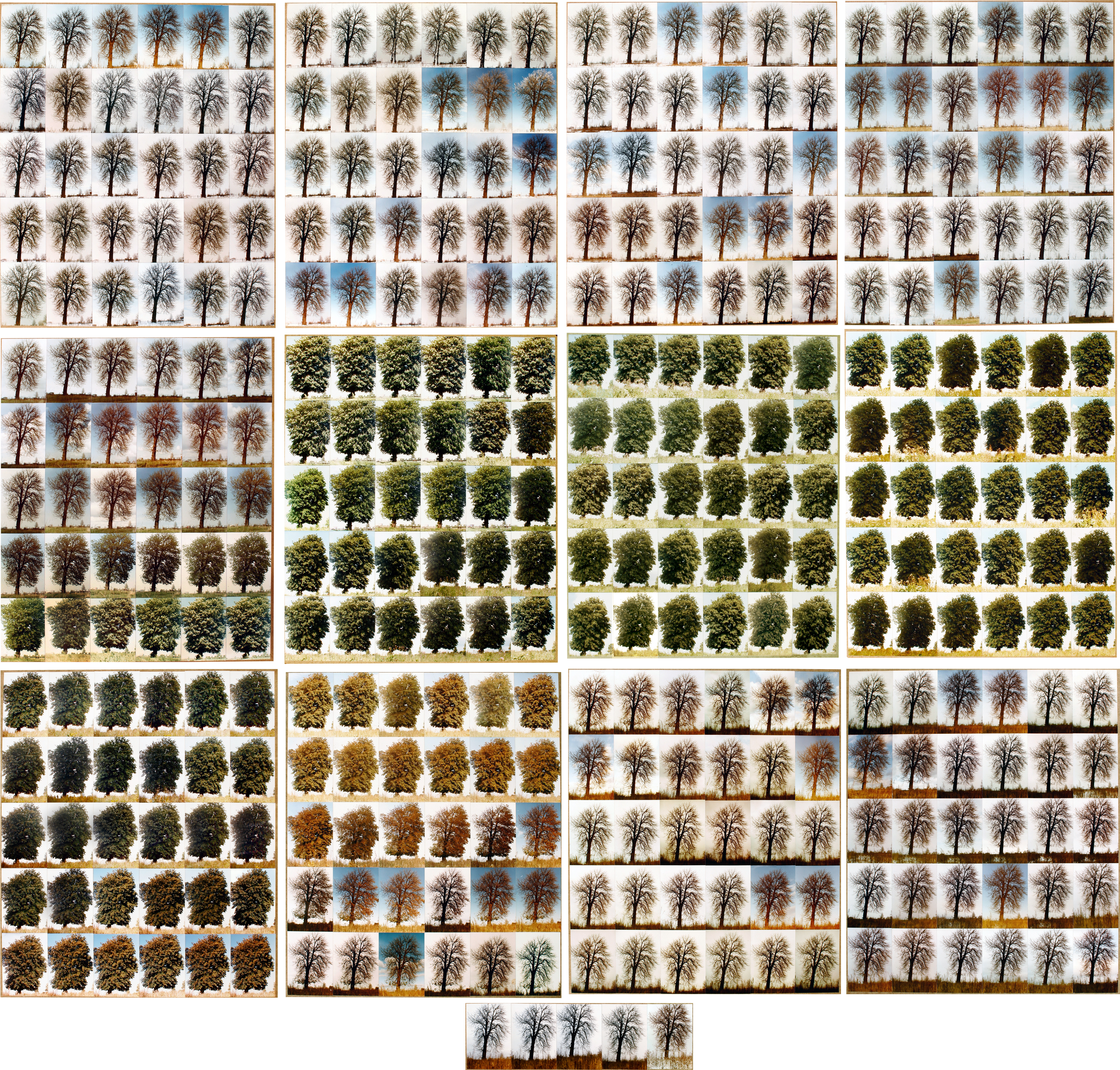
Listnatý strom v průběhu 365 dnů
Jacek Tylicki, 1979

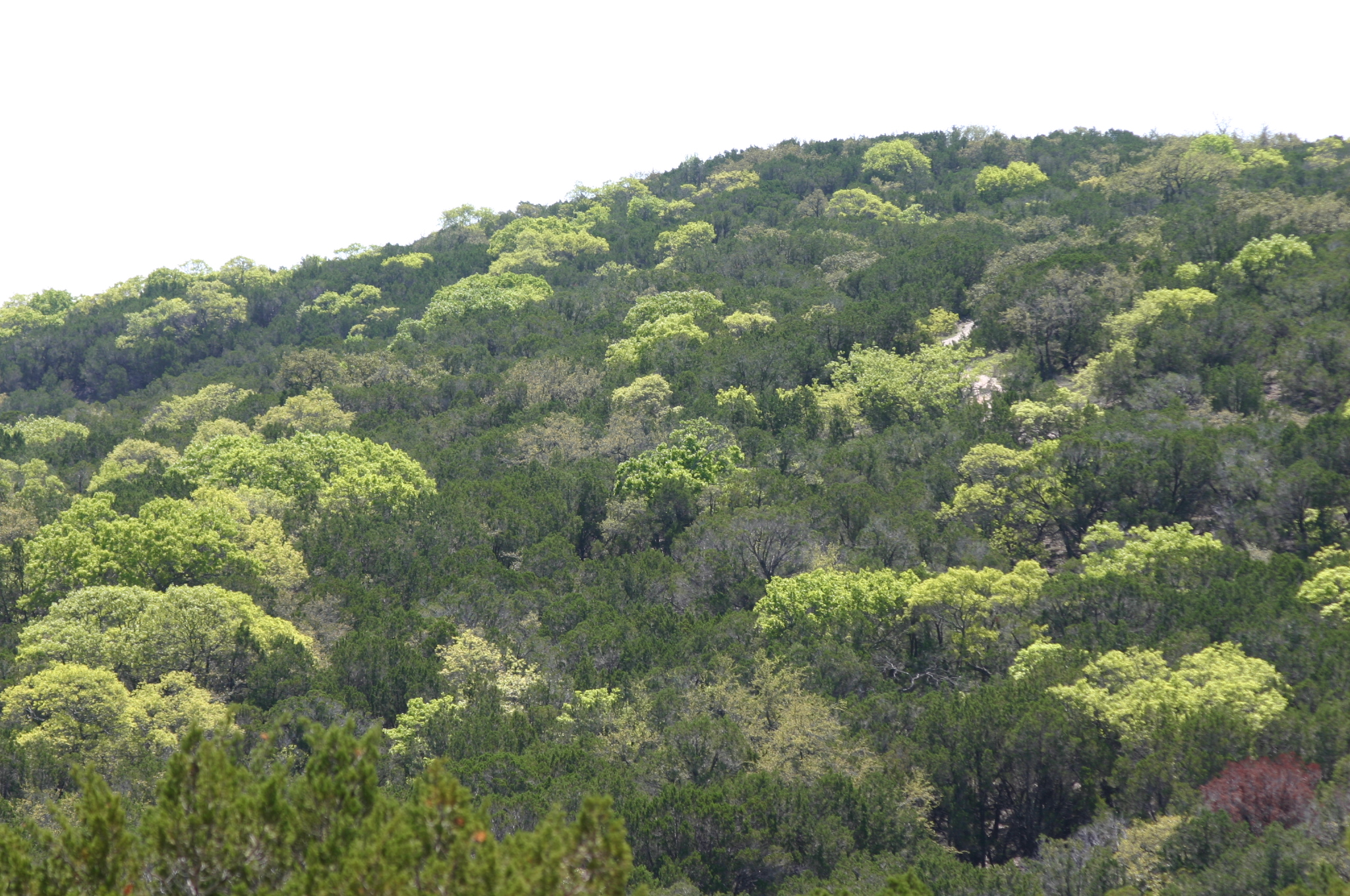
Opadavý les na jaře

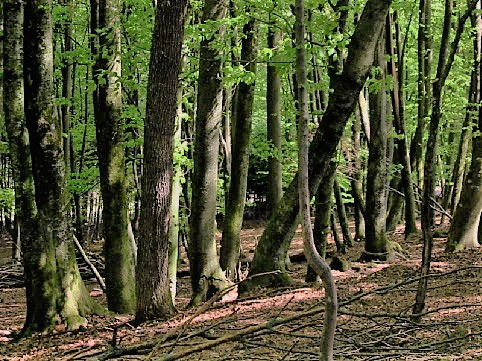
opadavý les v létě

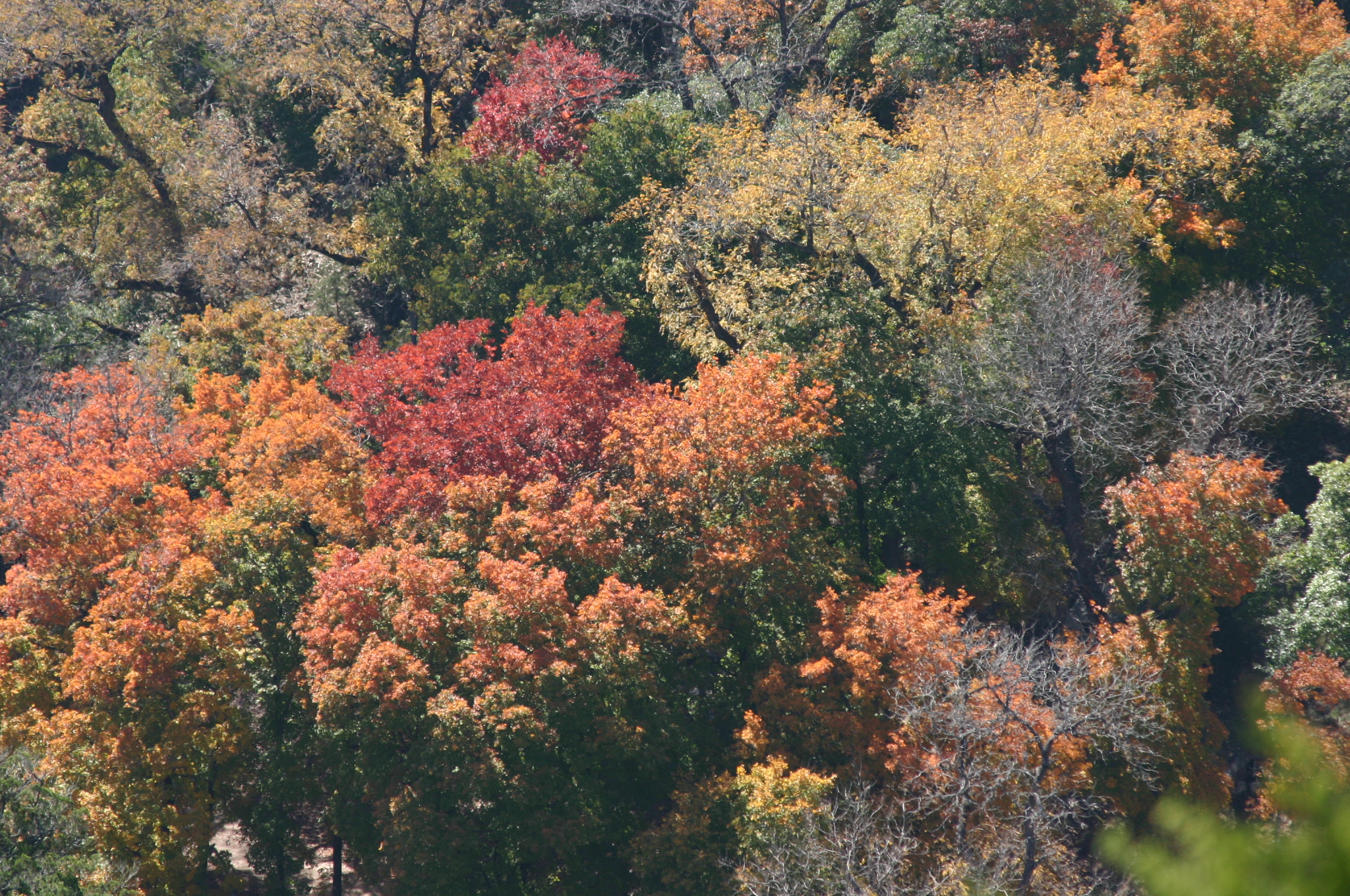
opadavý les na podzim

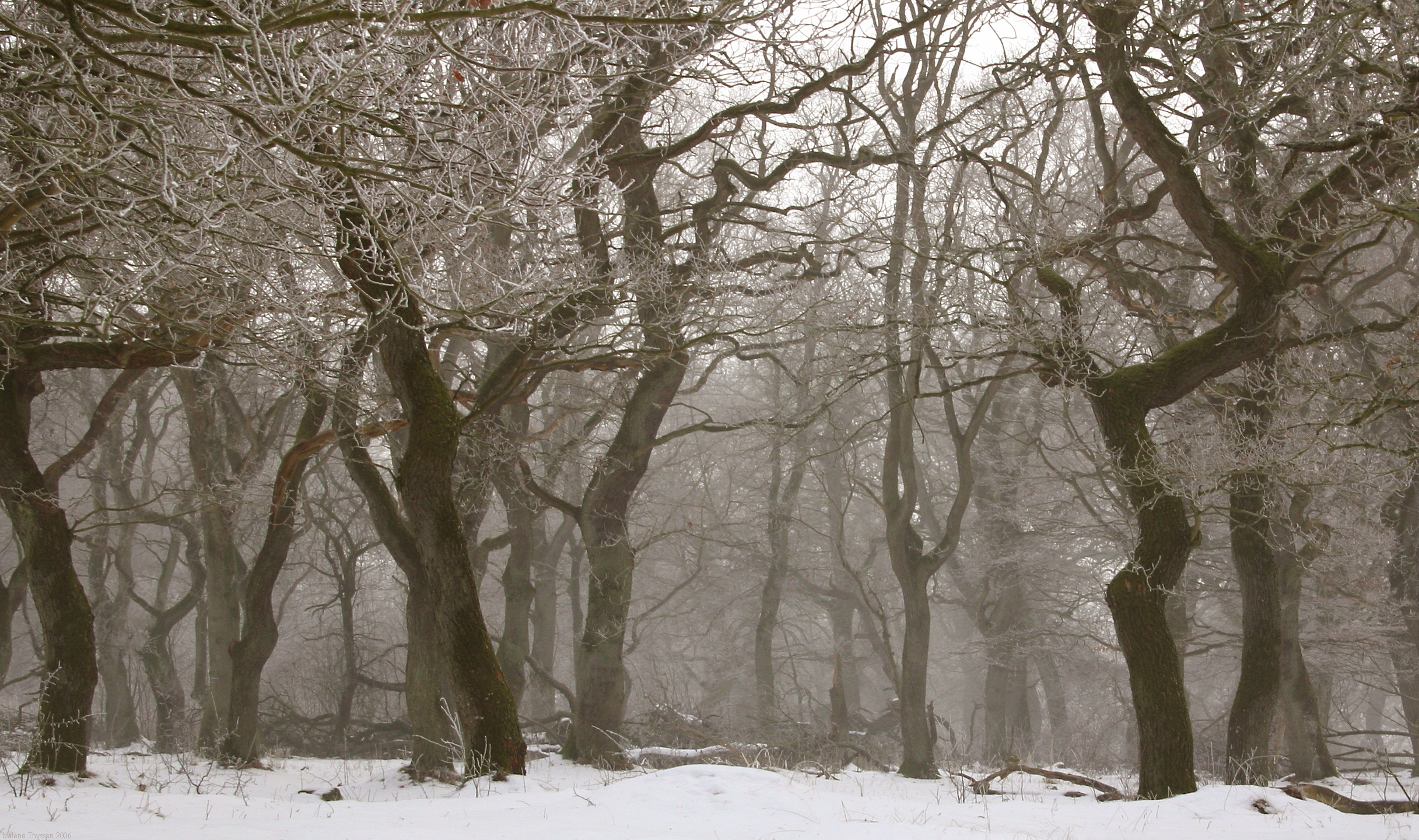
Opadavý les v zimě

Opadavé dřeviny ve srovnání se strohou a převážně vážnou neměnností jehličnanů a stálezelených listnáčů jsou často velmi živým a někdy až dynamicky proměnlivým prvkem v detailech různých sadovnických úprav. Jsou proměnlivé především v textuře a barevnosti a nejvíce pak ve tvarech a habitech. Přispívá k tomu v první řadě to, že mnohé z nich mají krásné nápadné květy či plody a navíc někdy i odlišné jarní, podzimní, někdy i letní vybarvení listů. Jejich sadovnické využití je velmi široké, lze říci, že se používají v podstatně větším množství než jehličnaté stromy.

## Evoluce
Výzkum velkého vzorku zkamenělých otisků listů z období přelomu křídy a třetihorního paleocénu ukázal, že opadavé dřeviny nastoupily k expanzivnímu evolučnímu rozkvětu právě v období velkého masového vymírání na konci křídy (před 66 miliony let). Tehdy silně utrpěly zejména do té doby velmi rozšířené stálezelené typy rostlin. Od začátku třetihor (kenozoika) jsou tak opadavé dřeviny výrazně převládající složkou zejména listnatých lesů.

## Botanika
V botanice a zahradnictví opadavé rostliny, včetně stromů, keřů a trvalek, jsou ty, které ztratí všechny své listy na část roku. Tento proces se nazývá opadání (listů). V některých případech opadá listí v zimě – a to v mírném nebo polárním klimatu. Zatímco v jiných oblastech světa rostliny ztrácí své lístky během období sucha, nebo během jiných sezónních výkyvů ve srážkách, a to v tropickém a subtropickém klimatu.

Opakem opadavých dřevin jsou stálezelené, které jsou celoročně olistěny živými, zelenými listy. Rostliny, které jsou přechodem mezi opadavými a neopadavými rostlinami, mohou být označovány jako částečně opadavé. Takové ztratí staré olistění jen na krátkou dobu než nové olistění začne růst. Jiné jsou částečně stálezelené  a ztrácí své listy před příštím vegetačním obdobím, ale ponechávají si část olistění v zimě, nebo během období sucha. Některé stromy, včetně několika druhů dubu, mají listí, které uschne a zůstane (suché) viset na stromě přes zimu. Tyto listy přetrvávají na stromě přes období sucha či zimu a spadnou na jaře, když začíná růst nové olistění.

Mnoho opadavých rostlin kvete během období, kdy jsou bezlisté, jelikož to zvyšuje účinnost opylování. Absence listí zlepšuje schopnost přenosu pylu větrem na větrosnubné rostliny a zvyšuje viditelnost květu pro hmyz na hmyzosnubnou rostlinu. Tato strategie není bez rizika, květy brzy zjara kvetoucích rostlin mohou být poškozeny mrazem, nebo v suchých oblastech suchem v důsledku snížení vodního napětí rostlin. Nicméně opadavé dřeviny mají mnohem méně zlomených větví vlivem námrazy a zimních bouří. Pokud jsou bezlisté, mohou těžit z výhody snížení ztrát vody. To je v zimním období, kdy je kapalná voda dlouhodobě téměř nedostupná, strategický tah.

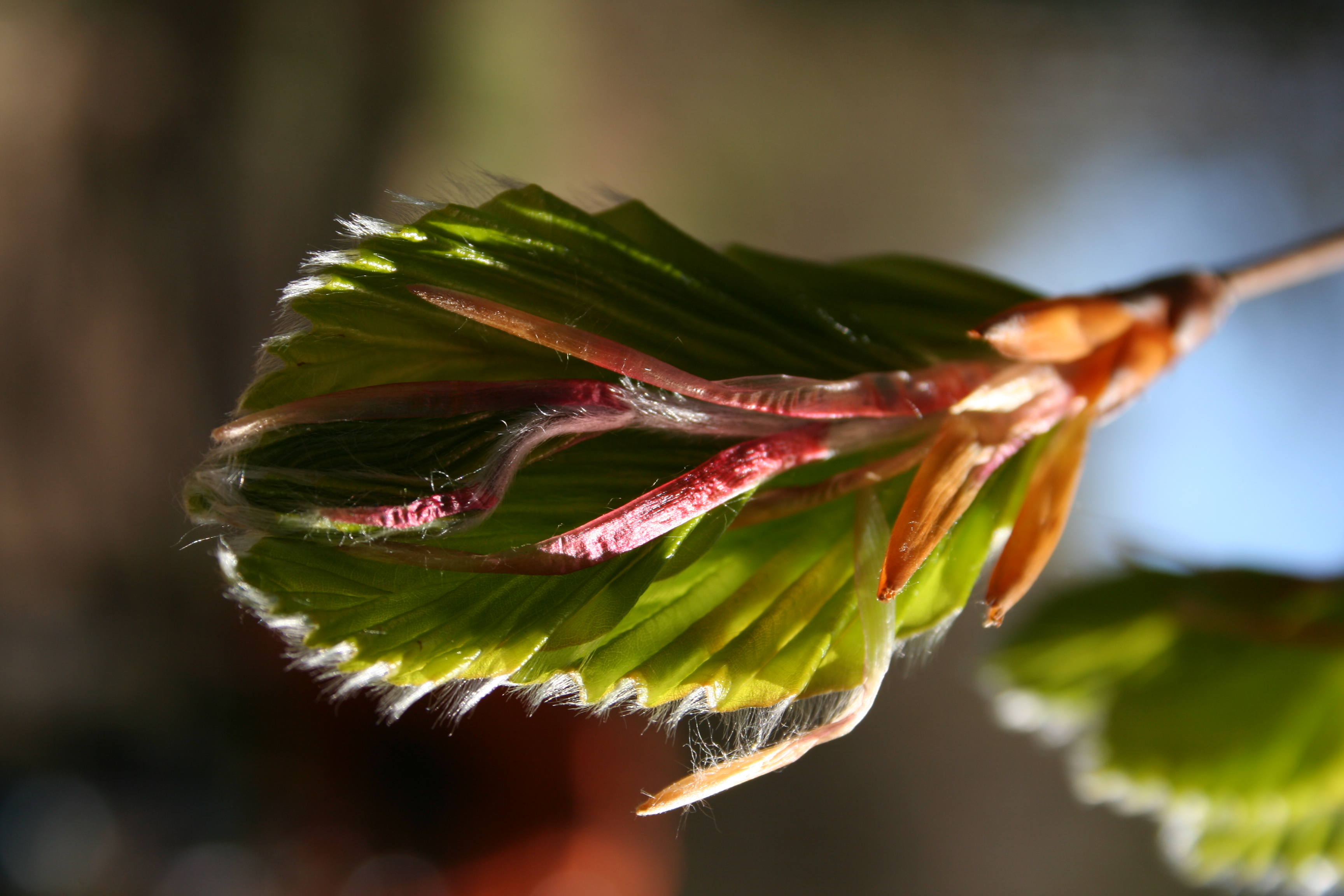
Rašící list, jaro, buk.
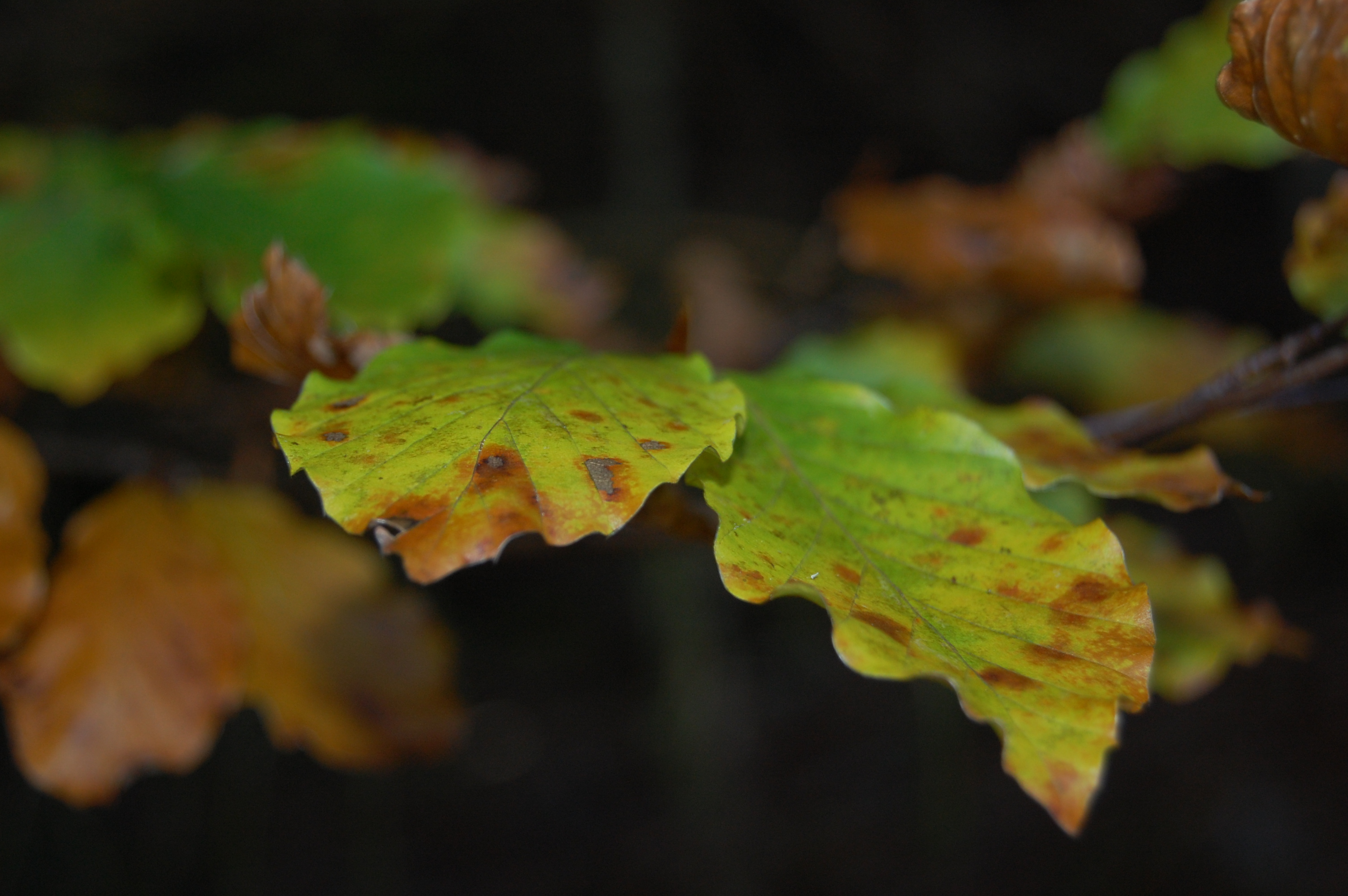
Podzimní list, buk.
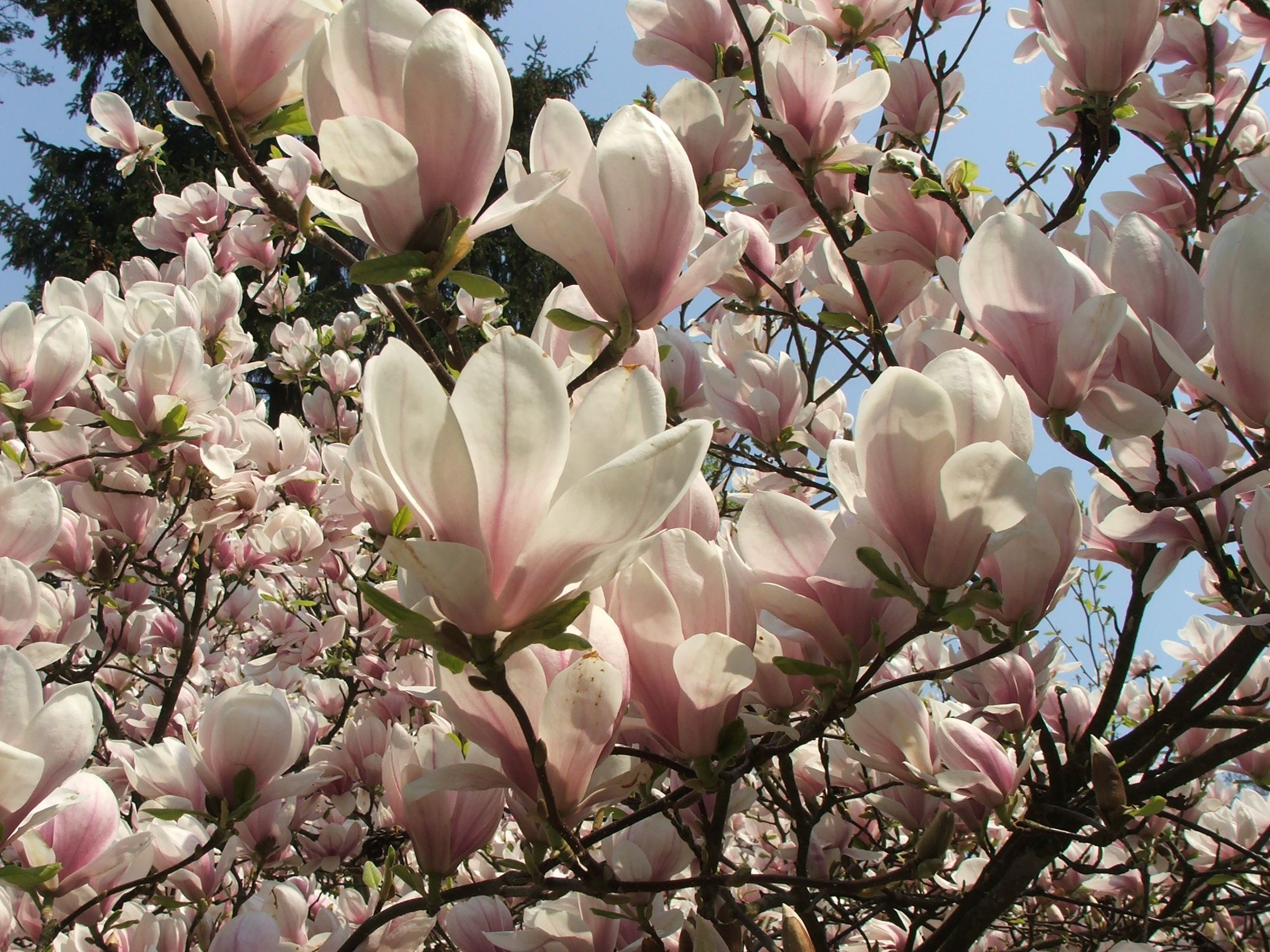
Jedna z nejstarších opadavých dřevin, magnolie.
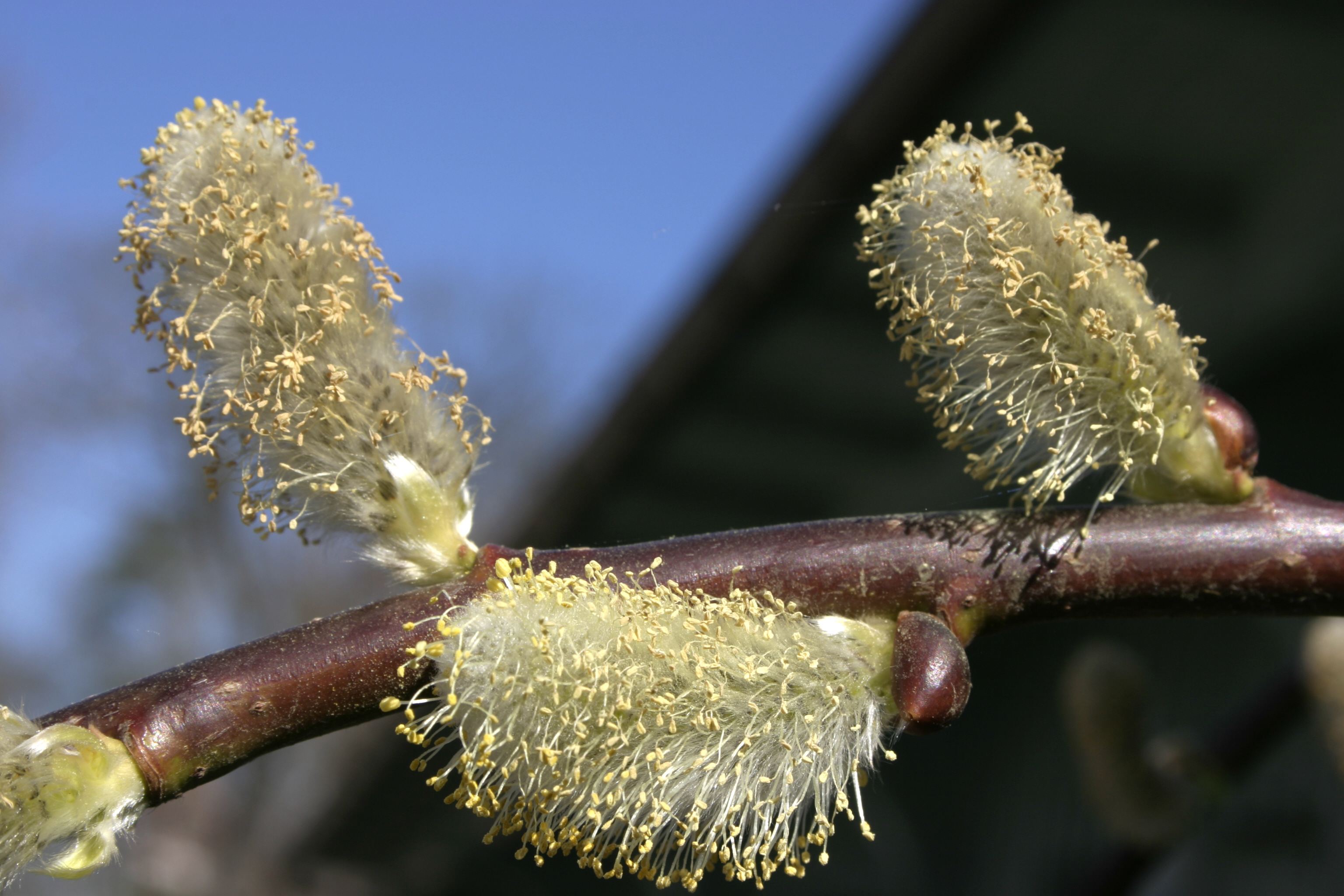
Vrba patří mezi typické opadavé, větrosnubné dřeviny, kvetoucí před olistěním

Padání listů je proces, který zahrnuje komplexní fyziologické signály a změny v rostlinách. V průběhu fotosyntézy se neustále zhoršuje zásobování listů chlorofylem. Rostliny si obvykle snadno doplní chlorofyl v letních měsících. Ale když se krátí dny a noci jsou chladné, nebo když se zvyšuje sucho, v listnatých stromech klesá množství vyrobeného chlorofylového pigmentu a zvyšuje se procentuální poměr jiných pigmentů v listech, což má za následek méně zelenou barvu rostlin. Tyto jiné pigmenty, například karotenoidy, jsou žluté, hnědé a oranžové. Jiné antokyanové pigmenty vytvářejí červené a fialové barvy. Nejsou vždy přítomny v listech, ale jejich koncentrace se zvyšuje v pozdním létě, kdy jsou cukry zadržovány v listech na začátku procesu opadávání. V některých částech světa je tvorba zářivých červených a oranžových podzimních barev omezena pouze na místa, kde jsou krátké dny a noci jsou chladné. V ostatních částech světa listy listnatých stromů jednoduše odpadávají bez změny světlé barvy vzniklé z nahromadění antokyanových pigmentů.

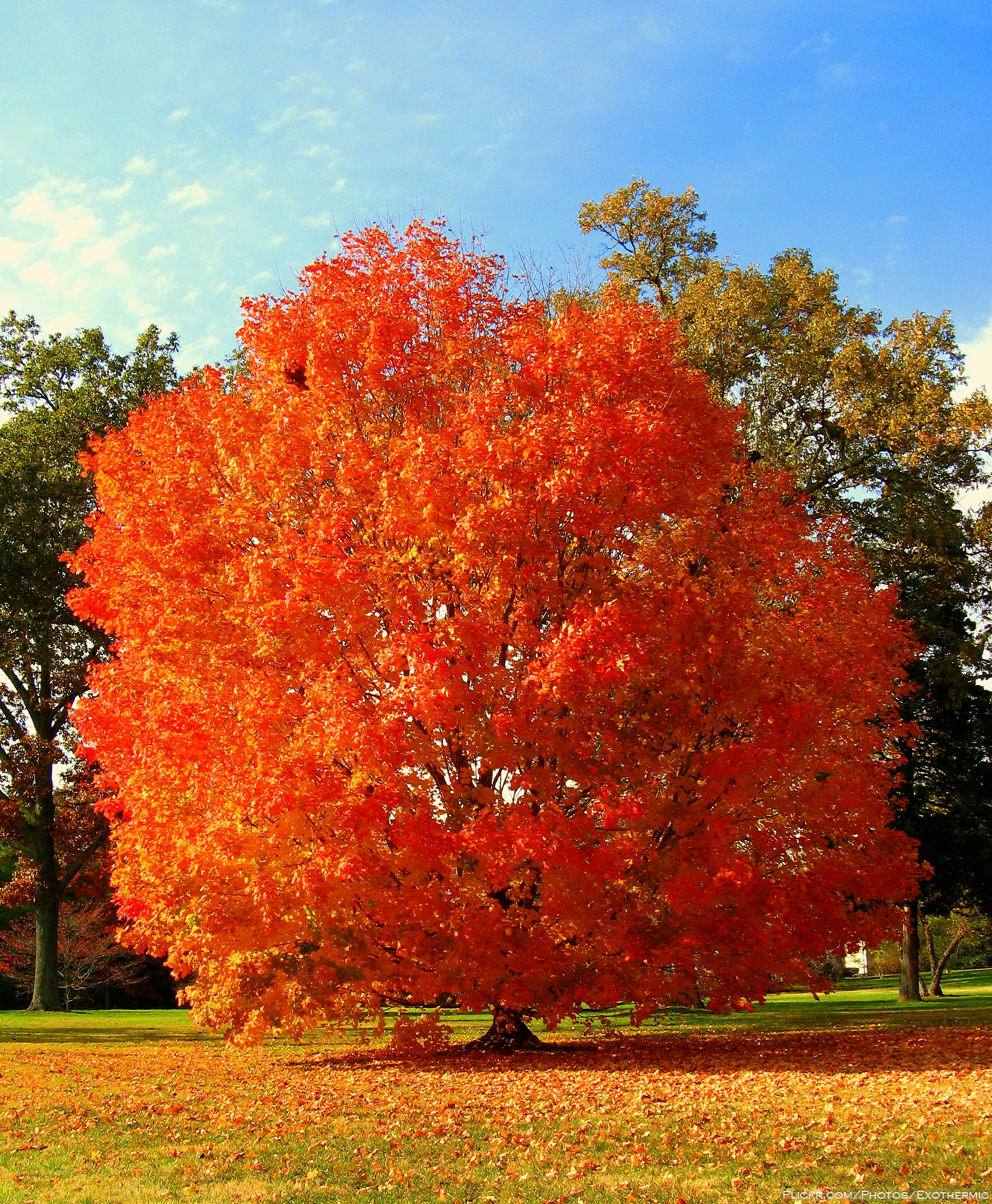
zářivé barvy javoru před opadem listí

Listy mohou opadnout, když se dokončí vývoj oddělovací vrstvy mezi řapíkem listu a stonkem (větví). Tato oddělovací vrstva se tvoří už na jaře během aktivního růstu v listech a je složena z vrstviček buněk, které lze oddělit od sebe navzájem. Buňky listu jsou citlivé na růstový rostlinný hormon nazývaný auxin, který se tvoří v listech a dalších částech rostliny. Když auxin pocházející z listů je tvořen v normální výši, vrstva buněk (mezi listem a stonkem) zůstane připojena, ale na podzim, když produkce auxinu v listech klesá nebo se zastavuje, je to povel k oddělení vrstev buněk a dojde k opadu listu.
Řada listnatých rostlin odčerpá dusík a uhlík z listů před tím než opadnou a ukládá je ve formě bílkovin v buněčných vakuolách parenchymatických pletiv v kořenech a vnitřní kůře. Na jaře jsou tyto bílkoviny používány jako zdroj dusíku při růstu nových listů a květů. Do listů rostliny naopak uloží před jejich opadem odpadní látky.

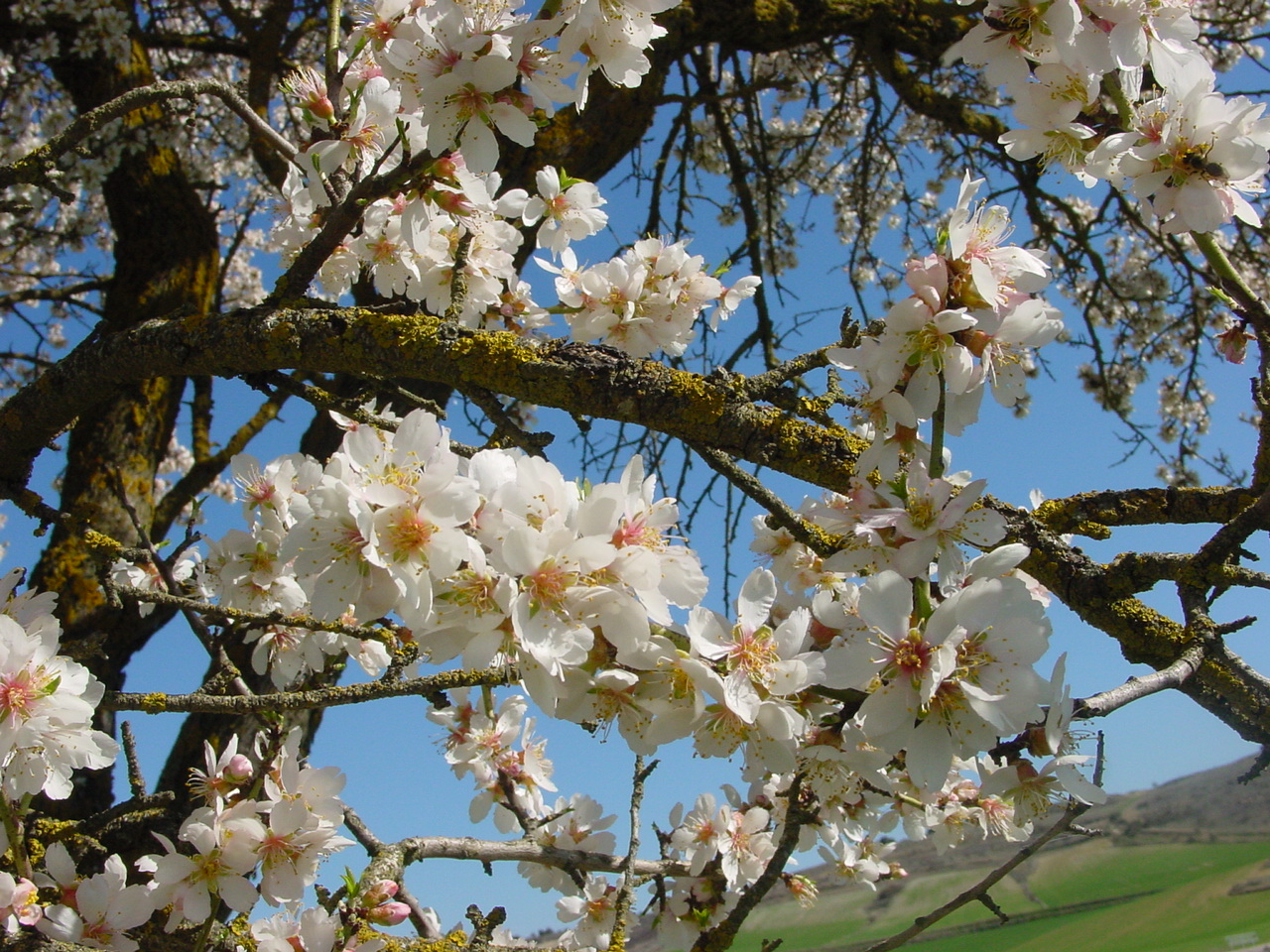
Opadavé hmyzosnubné rostliny snáze přilákají hmyz
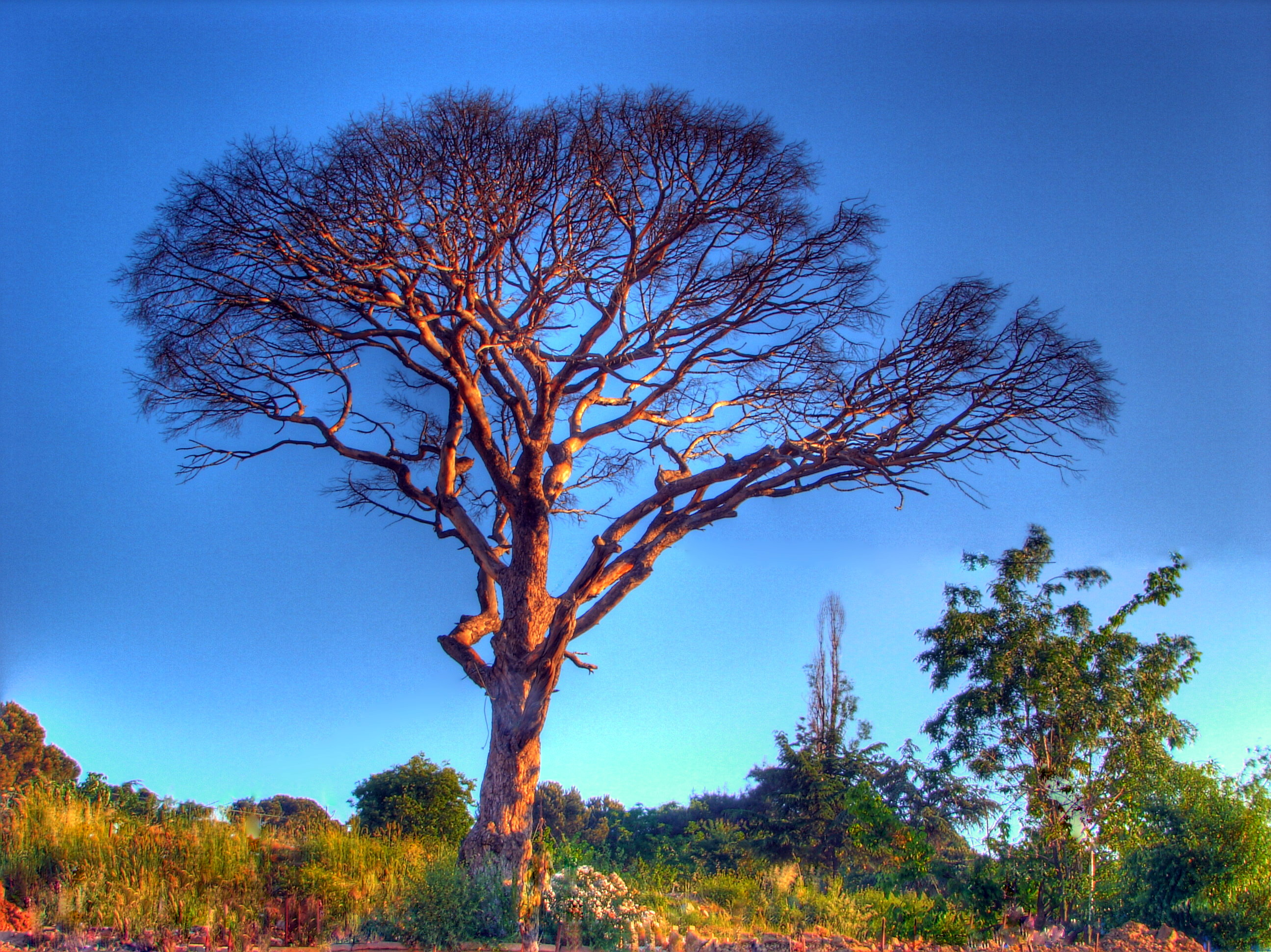
Opad listů je v některých částech planety jedinou šancí jak přežít.
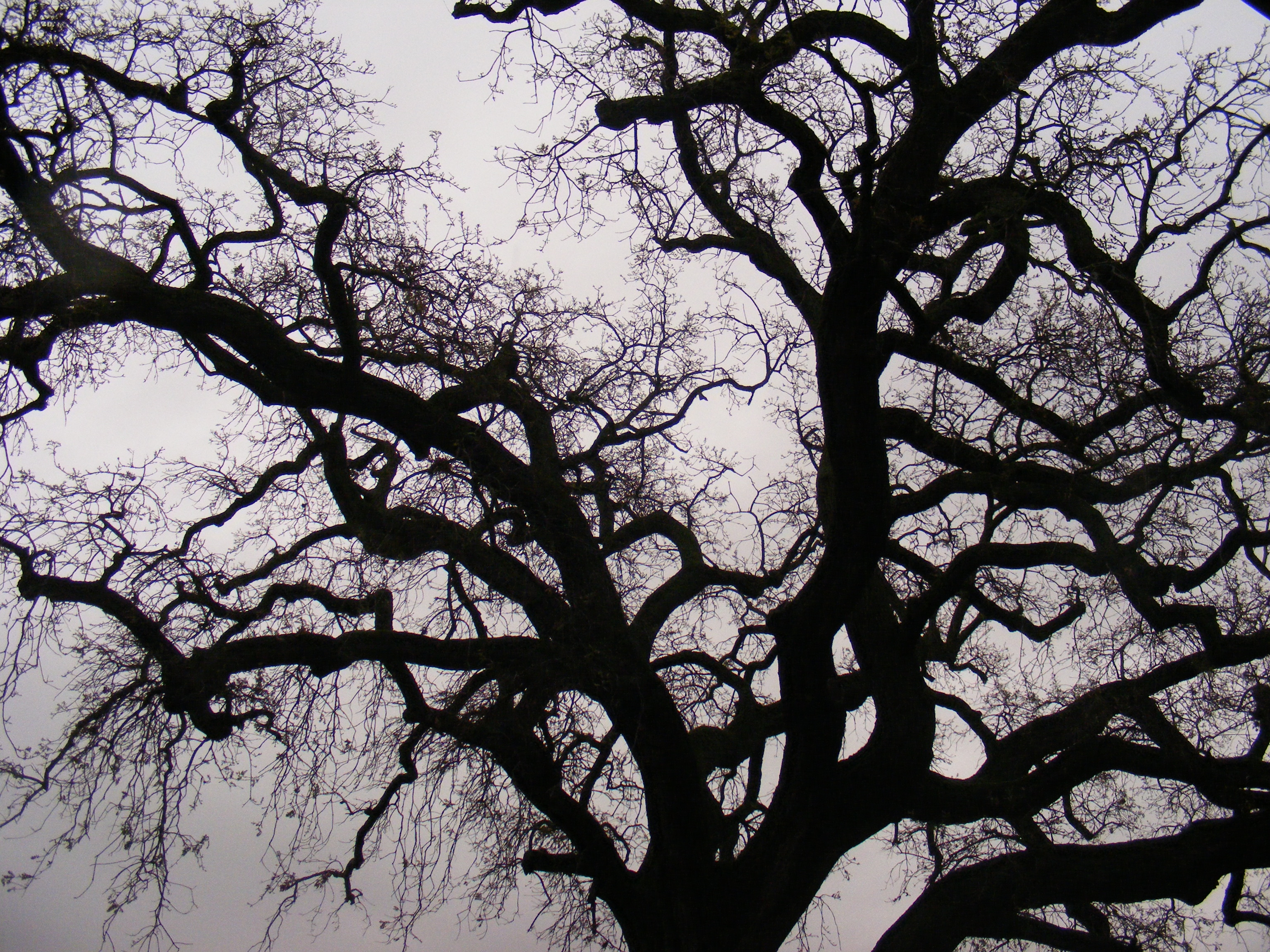
Holé větve neztěžknou pod nánosem námrazy a mají větší šanci odolat zimním bouřím.
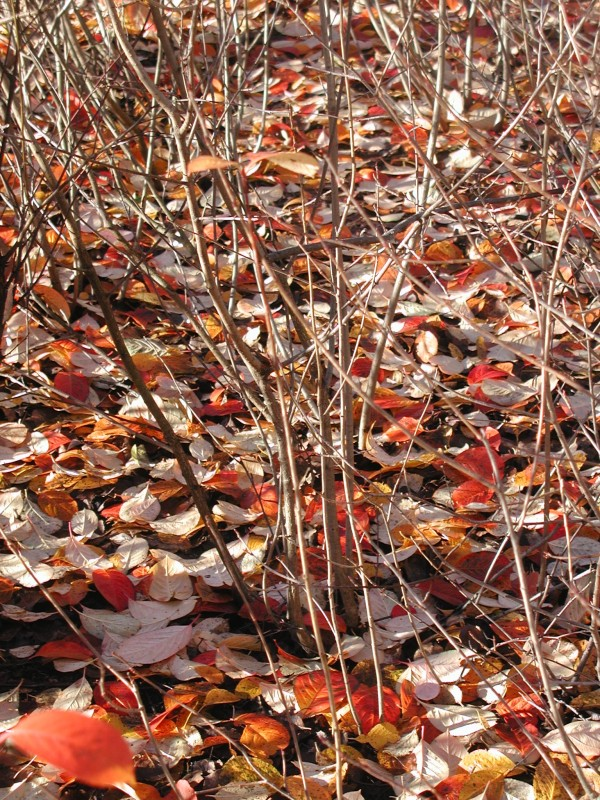
Opadané listí je důležitou součástí ekosystému.

## Výhody a nevýhody
Rostliny s opadavým olistěním mají výhody i nevýhody ve srovnání se stálezelenými rostlinami. Opadavé rostliny ztrácí své listy kvůli zachování vody nebo kvůli lepšímu přežití zimních povětrnostních podmínek. Zato musí znovu vyrašit listy během příštího vhodného vegetačního období a k tomu musí využít zdroje, které stálezelené rostliny nemusí vynakládat. Stálezelené rostliny naopak trpí větší ztrátou vody během zimního období a také je na ně vyvíjen větší tlak nehostinným okolím, zejména na menší druhy. Opad listů v zimě může snižovat poškození hmyzem. Regenerace listů a jejich udržování může být náročnější než tvorba nových . Odstranění listů rovněž snižuje kavitaci, která může poškodit xylémy v rostlinách. To pak umožňuje opadavým rostlinám mít xylémy s větším průměrem a tedy větší rychlostí transpirace (a tedy i získávání CO2, když jsou průduchy otevřené) během letního období růstu.

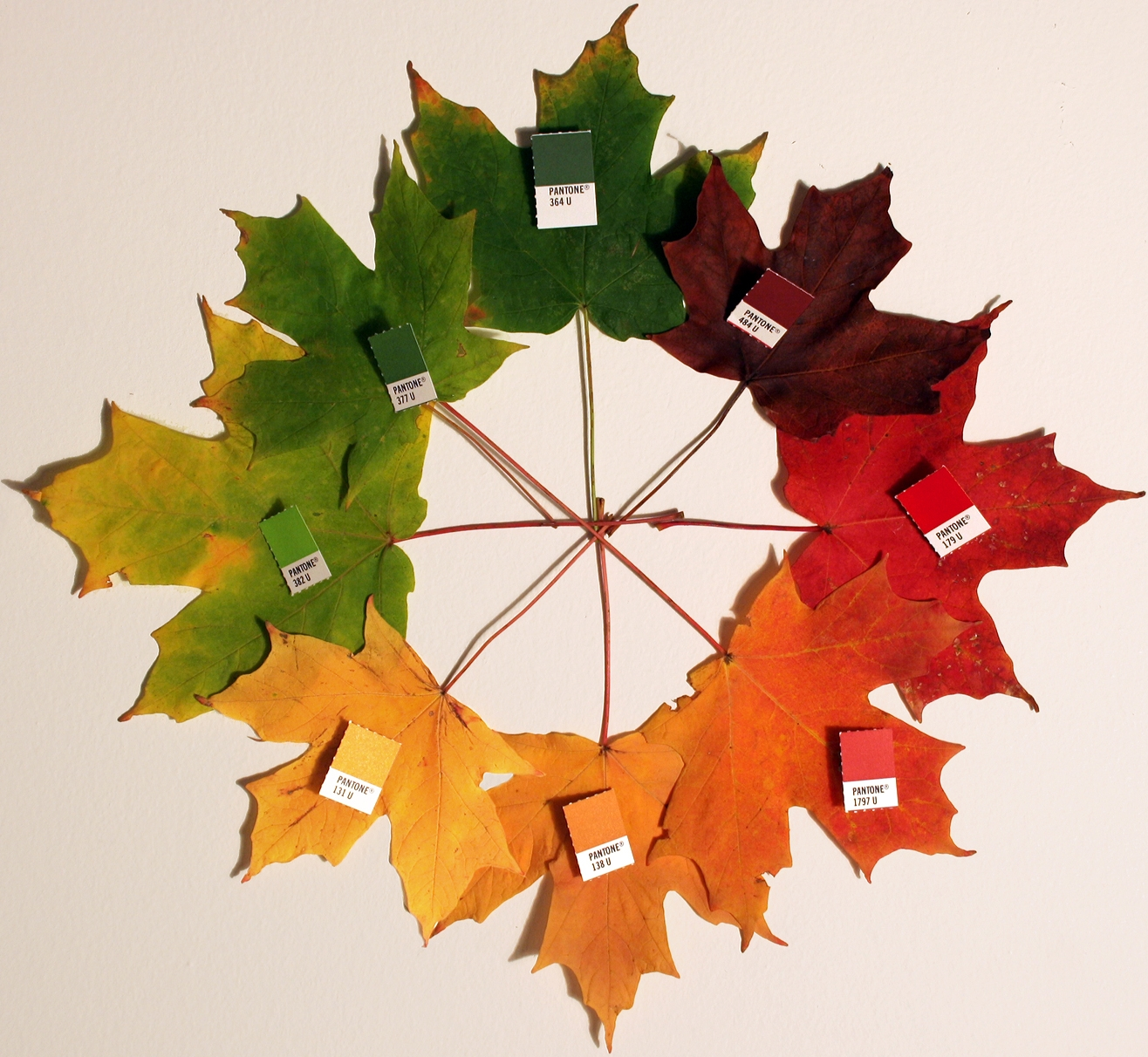
Změna barev na listu – výsledek koktejlu flavonoidů a antokyanů.

## Druhy opadavých rostlin
Opadání listů se vyvinulo mezi dřevinami opakovaně. Mezi opadavé stromy patří dub, buk, habr, javor, jilm, bříza a další. Patří sem i některé jehličnany jako je modřín a metasekvoje. Do opadavých keřů patří zimolez, kalina a mnoho dalších. Teplomilné a popínavé keře jsou většinou také opadavé, včetně révy vinné, škumpy jedovaté, loubince pětilistého, wistárie atd. Tato vlastnost je užitečná i pro botaniky při určování rostlin, například v některých částech jižní Kalifornie a americkém Severozápadu, kde může opadavý a stálezelený dub růst vedle sebe.
Čas padání listů se liší podle kraje, podle příchodu zimy v případě chladného klimatu nebo období sucha v případě tropických rostlin. Nenajdeme však opadavé druhy dřevin mezi jednoděložnými rostlinami, jako jsou např. palmy, yuky a dracény.

## Regiony

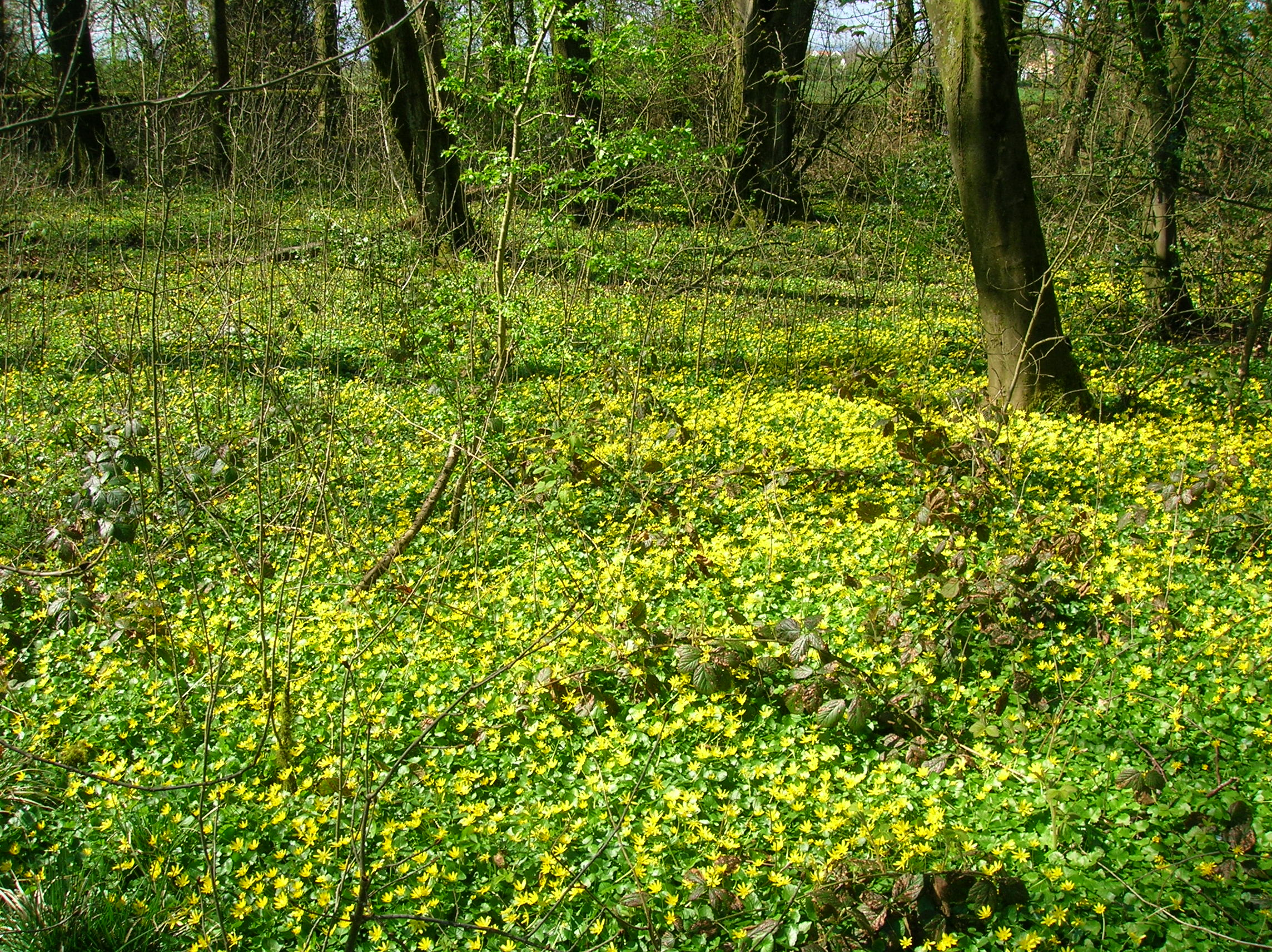
Opadavý listnatý les

Lesy, kde většina stromů ztrácí své listy na konci vegetačního období, se nazývají opadavé lesy. Tyto lesy se vyskytují v mnoha oblastech na celém světě a mají typické ekosystémy, růst lesního podrostu a dynamiku procesů v půdě .
Jsou dva odlišné druhy lesů vyskytující se na celém světě:
Opadavý listnatý les, který je rozšířen v Americe, v Asii a Evropě. Tyto lesy jsou tvořeny klimatickými podmínkami. Procházejí velkými sezonními teplotními výkyvy ve vegetačním období, během teplého léta. Na podzim přichází opad listů a vegetační klid, před chladnou zimou. V těchto oblastech se vyskytuje velká rozmanitost života, která je výrazně ovlivněna sezónností jejich podnebí, hlavně teplotou a srážkami.

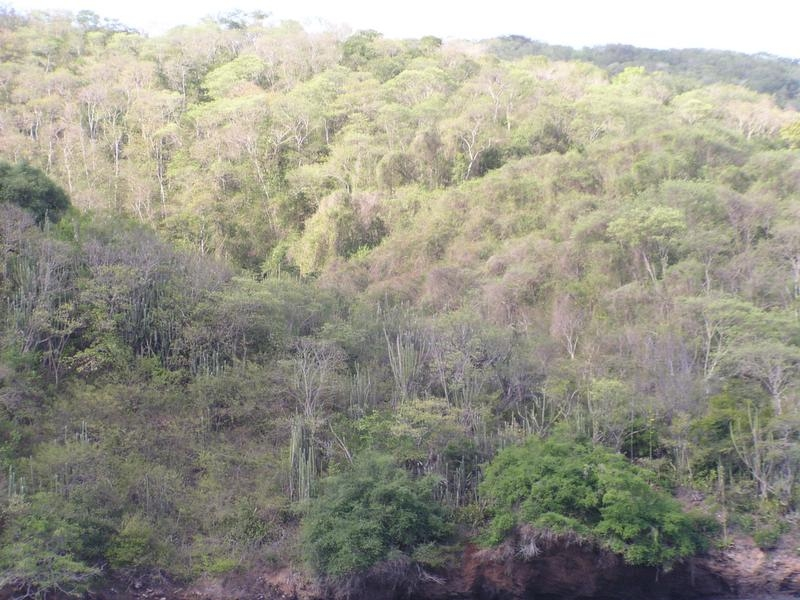
Suchá sezóna v tropickém střídavě vlhkém lese

Tropický střídavě vlhký les se vyvinul v reakci nikoli na sezónní teplotní výkyvy, ale na sezónní srážky. Během dlouhotrvajícího suchého období opadají listy kvůli uchování vody a zabránění vyschutí celé rostliny. Opad listů není sezónně závislý a najdeme mnoho rozdílných oblastí podle světových regionů. Dokonce i mezi malými lokálními oblastmi mohou být rozdíly v načasování a trvání opadání listů .